# Burg Wildenstein (Pfalz)
Die Burg Wildenstein ist die Ruine einer Höhenburg auf einem 486 m ü. NN hohen Hügel im „Wildensteiner Tal“ versteckt in einem Wald am Fuß des Donnersbergs bei Dannenfels im Donnersbergkreis in Rheinland-Pfalz.
Die Burg gehört zum Typus einer Spornburg. Zusammen mit den drei anderen Burgruinen Falkenstein, Hohenfels und Tannenfels bildete sie den Kranz der Donnersberg-Burgen.

## Lage
Die Burgruine liegt am hinteren Ende des Nordwest-Südost verlaufenden Wildensteiner Tales südlich des Donnersberges, dessen Südwestflanke hier steil ins Tal des Wildensteiner Baches abfällt. Ist der Donnersberg noch von Mischwäldern durchzogen, ist die Hang-Nordseite des Tales durch einen austrocknenden Eichenwald gekennzeichnet. Die Burg selbst liegt in vorgeschobener Spornlage über dem Tal und wurde direkt auf den anstehenden Schiefer-Fels gegründet. Ein serpentinartig verlaufender Weg vom Donnersberg weiterführend als mittlerer Höhenweg Richtung Talausgang nach Südosten bietet Zugang zur Burgruine, der Talweg ist seit 2021 gesperrt und sollte nicht mehr begangen werden.

## Geschichte
Über den genauen Zeitraum der Erbauung der Burg ist nichts bekannt.
1276 wird die Burg erstmals urkundlich erwähnt, als die Anlage nach dem Tod Philipp V. von Bolanden an dessen Tochter Lukardis überging. Danach erfolgten weitere Erwähnungen immer im Zusammenhang mit Besitzerwechseln, so gelangte die Burg zwischen 1304 und 1308 in durch Tausch gegen die Burg Gleichen in Reichsbesitz von König Albrecht von Habsburg, 1321 belehnte König Friedrich der Schöne locum Wildenstein für zwei Jahrzehnte an Graf Philipp von Sponheim-Dannenfels und schließlich 1328 wurde sie Afterlehen der Grafen von Leiningen. Vermutlich wurde sie im Dreißigjährigen Krieg (1618–1648) zerstört. Im Jahre 1657 wurde die Burg bereits als Ruine bezeichnet.
1938 befand sich die Ruine im Besitz der Gemeinde Albisheim. Ausgrabungen fanden 1963 statt, bei denen Armbrustbolzen, Pfeil- und Speerspitzen so wie ein romanischer Schlüssel gefunden wurden. Heute befindet sich die Burg in der Gemarkung Dannenfels.

## Anlage
Ein zur Hangseite tief (ca. 8 m tief und 7 m breit) in den Felsen gegrabener Halsgraben trennt die Spornburg vom Hang. Am westlichen heutigen Zugangspfad erläutert eine Informationstafel die Geschichte der Burg. Ein den Halsgraben passierender schmaler um die noch mächtige nordwestliche Ecke der Burgmauer herumführender Pfad gewährt Zugang zur Burgruine, deren Rand steil nach Süden ins Tal abfällt. Ein schmales Plateau hinter der Mauer wird die Burggebäude beinhaltet haben, deren langrechteckige Grundmauern (kleiner Palas?) ansatzweise noch zu sehen sind. Am südöstlichen Ende sind in den Fels gehauene, fast quadratische Kammern eines Gebäudes sichtbar. Südlich einige Meter tiefer sind Fundamente zu erkennen, die möglicherweise zu einem Bergfried gehörten. Zwischen dem südöstlichen Ende der hier niedrigen Außenmauer in Richtung auslaufenden Halsgraben ist eine rechteckige Zisterne (noch ca. 4 m tief sichtbar) in den Fels getieft und mit einem Tor gesichert. Ein genaues Aussehen der Burg ist nicht überliefert.